# SPEF
SPEF (エスピーイーエフ)とは、自動車の純正塗装を保護するスプレー式フィルムである。
車体に吹き付けられた特殊塗料が、ある一定の温度で乾燥することにより保護フィルムへと変化する。
ペイントプロテクションフィルム(paint protection film)の一種である。
中国上海市の化学技術会社が開発。2015年に販売開始。
現在、中国、アメリカ、イタリア、オーストラリア、ニュージーランド、イギリス、日本、台湾、イスラエル、ドバイで導入されており
日本では、東京都港区にあるAutoMaxJP株式会社が日本法人として取り扱う。